# ふかわ。
ふかわ。（1996年〈平成8年〉7月22日 - ）は日本のYouTuber。熊本県出身。

株式会社アルファベットプロモーションに所属。

## 概要
学生時代ロン毛で名前が「りょう」であったため、あだ名が 「ふかわ。」 になる。熊本高等専門学校卒業後、同校専攻科に進学し学士（機械）爆発の研究に携わる。在学中、ゲーム・アニメに熱中。その後、卒業し上京。ENEOS株式会社に入社し、ケミカル部に配属される。
昼の社食で大食い動画をアップしたことを発端に、YouTuberになる。
株式会社アルファベットプロモーションに所属。

## 出演
- 2024年 -

ABEMATVの番組「HASHTAG HOUSE」(ハッシュタグハウス)に出演
- 2025年 -

Girls Award ガールズアワード 2025 S/S  出演決定